# Terry Hanratty
Pour les articles homonymes, voir Hanratty.
(en) Statistiques sur pro-football-reference
Terrence Hugh « Terry » Hanratty, né le 19 janvier 1948 à Butler en Pennsylvanie est un joueur américain de football américain ayant évolué au poste de quarterback dans la National Football League (NFL) entre 1969 et 1976. Il est sélectionné en 30e position de la draft 1969 de la NFL par les Steelers de Pittsburgh. Il remporte avec la franchise deux Super Bowls (IX et X) en tant que remplaçant. Il termine sa carrière avec les Buccaneers de Tampa Bay pour lesquels il ne joue qu'une seule saison.